# 大头山姜
大头山姜（学名：Alpinia sessiliflora），为姜科山姜属下的一个种。

## 扩展阅读
維基物種上的相關：大头山姜